# Blaine (Minnesota)
Blaine é uma cidade localizada no estado americano de Minnesota, no Condado de Anoka e Condado de Ramsey.

## Demografia
Segundo o censo americano de 2000, a sua população era de 44.942 habitantes. 
Em 2006, foi estimada uma população de 55.144, um aumento de 10202 (22.7%).

## Geografia
De acordo com o United States Census Bureau tem uma área de 
88,1 km², dos quais 87,7 km² cobertos por terra e 0,4 km² cobertos por água.

## Localidades na vizinhança
O diagrama seguinte representa as localidades num raio de 8 km ao redor de Blaine. 